# Rhino
Rhino — движок JavaScript с открытым исходным кодом. Он написан полностью на Java и поддерживается Mozilla Foundation. Mozilla Foundation также поддерживает другую реализацию движка JavaScript, написанную на C — SpiderMonkey.
Rhino преобразует JavaScript-скрипты в Java-классы. Rhino работает и в компилируемом и интерпретируемом режимах. Он предназначен для использования в server-side приложениях, поэтому в нём нет встроенной поддержки для объектов браузера, которые обычно ассоциируются с JavaScript.
Rhino может использоваться как отладчик при использовании Rhino shell. Он также может использоваться в приложениях при встраивании Rhino.
Незначительно модифицированная версия Rhino 1.6r2 поставляется вместе с Sun Microsystems Java SE 6, которая была выпущена в декабре 2006. Это упрощает интеграцию JavaScript в Java программы и доступ к Java-ресурсам из JavaScript. Другие реализации Java 6 могут иметь отличия.

## История
Проект Rhino был начат в Netscape в 1997 году. В то время Netscape планировала разработать версию Navigator, написанную полностью на Java и поэтому ей требовалась реализация JavaScript, написанная на Java. Когда Netscape остановила работу над «Javagator», как он был назван, проект Rhino был закончен как JavaScript движок. С того времени несколько крупных компаний (включая Sun Microsystems) лицензировали Rhino для использования в своих проектах и платили для этого Netscape, позволяя продолжать работу над ним.
Изначально Rhino компилировал весь JavaScript-код в байткод Java в сгенерированных файлах классов. Это давало лучшую производительность (при запуске на JIT часто превышавшую производительность C-реализации JavaScript), но страдала от двух недостатков. Во-первых, время компиляции было большим, поскольку генерация Java байткода и загрузка сгенерированных классов были тяжеловесным процессом. Во-вторых, реализация допускала большие утечки памяти, поскольку большинство JVM не собирало неиспользуемые классы или строки, которые интернировались как результат загрузки класс-файла.
Поэтому осенью 1998 в Rhino был добавлен интерпретируемый режим. Генерация кодов класс-файлов была перемещена в опциональную динамически-загружаемую библиотеку. Компиляция ускорилась, и когда скрипты больше не использовались, они могли быть собраны как и любые другие Java-объекты.
Rhino был передан Mozilla Foundation в апреле 1998. В результате перехода Rhino в open source он нашёл различные применения и большее количество людей стало вносить вклад в код.
Проект получил своё название от животного (носорога) на обложке книги о JavaScript, изданной O'Reilly Media.
Начиная с версии 1.7R1, Rhino основывается на платформе Java 5 и поддерживает JavaScript версии 1.7.
Фирма Oracle объявила, что ведётся разработка более производительной, чем Rhino, JavaScript-реализации, которая названа Nashorn и была включена в состав Java 8 в 2014 году.

## Применение
Rhino и Java Scripting API используются для скриптинга Java-приложений. Это позволяет описывать бизнес-логику на более простом, чем Java, языке (привлекая к этому специалистов в предметной области с базовым навыком программирования), обеспечить модульную, расширяемую за счёт плагинов архитектуру приложения и интеграцию в приложение ранее существующих скриптов.
Это также хорошее решение для JavaScript на стороне сервера при использовании Java-хостинга, несколько таких решений было создано в рамках проекта CommonJS. В том числе Rhino можно использовать совместно с Google App Engine.
Для работы под управлением ОС Android поверх виртуальной машины Dalvik Rhino подходит слабо.

## Пример
Вот пример Java-кода, запускающего JavaScript print('Hello, world!')
```
import
 
javax.script.ScriptEngine
;

import
 
javax.script.ScriptEngineManager
;

import
 
javax.script.ScriptException
;

 

public
 
class
 
RhinoEngine
 
{

    
public
 
static
 
void
 
main
(
String
[]
 
args
)
 
{

        
ScriptEngineManager
 
mgr
 
=
 
new
 
ScriptEngineManager
();

        
ScriptEngine
 
engine
 
=
 
mgr
.
getEngineByName
(
"JavaScript"
);

 

        
// Теперь у нас есть экземпляр движка и мы можем выполнить JavaScript

        
try
 
{

            
engine
.
put
(
"name"
,
 
args
[
0
]
);

            
engine
.
eval
(
"print('Hello ' + name + '!')"
);

        
}
 
catch
 
(
ScriptException
 
ex
)
 
{

            
ex
.
printStackTrace
();

        
}
    

    
}

}

```

ScriptEngineManager — это основной класс, используемый при работе с пакетом скриптинга (большинство других — интерфейсы), путём создания его экземпляров. В случае использования JavaScript-движка Rhino надо задать его имя "JavaScript".